# العلاقات السودانية العمانية
العلاقات السودانية العمانية هي العلاقات الثنائية التي تجمع بين السودان وسلطنة عمان.

## مقارنة بين البلدين
هذه مقارنة عامة ومرجعية للدولتين:
| وجه المقارنة                                              | السودان                     | سلطنة عمان    |
| --------------------------------------------------------- | --------------------------- | ------------- |
| المساحة (كم2)                                             | 1.89 مليون                  | 309.50 ألف    |
| عدد السكان (نسمة)                                         | 40.53 مليون                 | 4.64 مليون    |
| الكثافة السكانية (ن./كم²)                                 | 21.44                       | 14.99         |
| العاصمة                                                   | الخرطوم                     | مسقط          |
| اللغة الرسمية                                             | اللغة العربية، لغة إنجليزية | اللغة العربية |
| العملة                                                    | جنيه سوداني                 | ريال عماني    |
| الناتج المحلي الإجمالي (بليون دولار)                      | 117.49 مليار                | 72.64 مليار   |
| الناتج المحلي الإجمالي (تعادل القوة الشرائية) بليون دولار | 176.55 مليار                | 179.49 مليار  |
| الناتج المحلي الإجمالي الاسمي للفرد دولار أمريكي          | 2.41 ألف                    | 15.55 ألف     |
| الناتج المحلي الإجمالي للفرد دولار أمريكي                 | 4.07 ألف                    | 38.63 ألف     |
| مؤشر التنمية البشرية                                      | 0.479                       | 0.793         |
| رمز المكالمات الدولي                                      | +249                        | +968          |
| رمز الإنترنت                                              | سودان                       | عمان          |
| المنطقة الزمنية                                           | ت ع م+03:00، ت ع م+02:00    | ت ع م+04:00   |

## منظمات دولية مشتركة
يشترك البلدان في عضوية مجموعة من المنظمات الدولية، منها:
| علم المنظمة | اسم المنظمة                                 | تاريخ انضمام السودان | تاريخ انضمام سلطنة عمان |
| ----------- | ------------------------------------------- | -------------------- | ----------------------- |
|             | المصرف العربي للتنمية الاقتصادية في أفريقيا | ?                    | ?                       |
|             | يونسكو                                      | 26 نوفمبر 1956       | 10 فبراير 1972          |
|             | الاتحاد البريدي العالمي                     | ?                    | ?                       |
|             | البنك الدولي للإنشاء والتعمير               | 5 سبتمبر 1957        | 1971                    |
|             | منظمة الشرطة الجنائية الدولية               | ?                    | ?                       |
|             | الأمم المتحدة                               | 12 نوفمبر 1956       | 7 أكتوبر 1971           |
|             | مؤسسة التنمية الدولية                       | 24 سبتمبر 1960       | 1973                    |
|             | الصندوق العربي للإنماء الاقتصادي والاجتماعي | ?                    | ?                       |
|             | منظمة التعاون الإسلامي                      | ?                    | 1970                    |
|             | وكالة ضمان الاستثمار متعدد الأطراف          | 7 نوفمبر 1991        | 1989                    |
|             | جامعة الدول العربية                         | 19 يناير 1956        | 1971                    |
|             | الاتحاد الدولي للاتصالات                    | 23 أكتوبر 1957       | 28 أبريل 1972           |
|             | مؤسسة التمويل الدولية                       | 21 أكتوبر 1960       | 1973                    |
|             | صندوق النقد العربي                          | ?                    | ?                       |
|             | الفريق المعني برصد الأرض                    | ?                    | ?                       |
|             | منظمة حظر الأسلحة الكيميائية                | ?                    | ?                       |
|             | المركز الدولي لتسوية المنازعات الاستشارية   | 9 مايو 1973          | 1995                    |

## وصلات خارجية
- موقع وزارة الخارجية السودانية
- موقع وزارة الخارجية العمانية